# Шильд, Мартина
Мартина Шильд (нем. Martina Schild; род. 26 октября 1981, Бринц, Берн) — швейцарская горнолыжница, призёрка Олимпийских игр, победительница этапа Кубка мира. Специалистка скоростных дисциплин. Внучка олимпийской чемпионки 1948 года в скоростном спуске Хеди Шлунеггер.
В Кубке мира Шильд дебютировала 21 декабря 2001 года, в декабре 2007 года единственный раз в карьере победила на этапе Кубка мира в супергиганте. Кроме этого имеет на своём счету 2 попадания в тройку лучших на этапах Кубка мира, оба в супергиганте. Лучшим достижением Шильд в общем зачёте Кубка мира является 23-е место в сезоне 2007/08.
На Олимпийских играх 2006 года в Турине завоевала серебряную медаль в скоростном спуске, 0,37 секунды уступив чемпионке австрийке Михаэле Дорфмайстер и 0,27 секунды выиграв у ставшей третьей шведки Ани Персон. Кроме того была 6-й в супергиганте.
За свою карьеру участвовала в одном чемпионате мира, на чемпионате мира 2007 года заняла 12-е место в супергиганте.
Завершила спортивную карьеру в 2012 году. Использовала лыжи производства фирмы Stoeckli.

## Победы на этапах Кубка мира (1)
| № | Сезон   | Дата       | Место     | Дисциплина      |
| - | ------- | ---------- | --------- | --------------- |
| 1 | 2007/08 | 2 дек 2007 | Лейк-Луис | Супергигант (1) |